# Escudo de Carreño

Escudo de Carreño: A diferencia de otros concejos el ayuntamiento solicita al gobernador civil de la Provincia, concesión para poder usar y timbrar sus comunicaciones oficiales con un sello. Autorización obtenida en 1.866.
El concejo empleara como armas, las propias de linaje de igual nombre, originarios del concejo de Candás.
Su escudo está fromado por un águila de oro con las patas apoyadas en dos ruedas de carro, en eje dos flores de lis. La bordura tiene ocho aspas de oro. Al timbre, corona real, cerrada. 
- Datos: Q8777889